# MACup
MACup war eine Computerzeitschrift für die Zielgruppe der Apple-Nutzer.

## Zielgruppen
Ihren redaktionellen Fokus legte die MACup auf die Themen Medienproduktion, Grafik, DTP, PDF, Video, Web, Audio sowie Animation und richtete sich demnach vorwiegend an Macintosh-Anwender, Grafik-Designer und Fachleute aus dem Verlagswesen (Publishing Professionals), aber auch an Musiker und Film-/Video-Produzenten. Dem Heft lag i. d. R. eine CD oder DVD mit Software, Workshops, Tutorials, Demos usw. bei.

## Entwicklung
MacUp wurde 1984 gegründet und nannte sich „Europas erstes Magazin für Apple-Anwender“. Im Mai 2001 fusionierten MACup und das im gleichen Verlag herausgegebene macmagazin. 2010 war MACup Deutschlands drittgrößte Mac-Zeitschrift nach Macwelt (durchschnittliche monatliche Auflage im zweiten Quartal 2010 nach IVW: 37.206) und  Mac Life (durchschnittliche monatliche Auflage im zweiten Quartal 2010 nach IVW: 34.252). Der letzte Heftpreis lag bei 5,90 € in Deutschland.

## Ende
Nach dem Verkauf des Hamburger MACup Verlags an Redtec Publishing, ein Tochterunternehmen von Süddeutscher Verlag Hüthig Fachinformationen und dem Umzug nach München gingen viele namhafte Macher der ersten Stunde von Bord. Abgesehen von einer Kolumne des Photoshop-Gurus Doc Baumann waren viele Urgesteine ab 2002 bestenfalls noch als Gastautoren zu lesen. 2006 trennte sich Redtec von seinen Computer-Titeln und verkaufte MacUp an den Ebner Verlag in Ulm, den letzten Eigentümer.
Ohne modernen Online-Auftritt konnte sich die Publikation kein zweites Standbein mehr aufbauen. Hinzu kam: Apple begann, sich breiter aufzustellen und dem Massenmarkt hinzuwenden. Dies spiegelte sich auch in der geänderten Ausrichtung der MACup wider. Das Magazin entwickelte sich 2011 hin zu einem gedruckten App-Katalog mit Kurzrezensionen – mit zu wenig Tiefe und Testberichten für die angestammte, anspruchsvolle Leserschaft. Zuletzt hatte der Verlag gegen drastisch sinkende Verkaufszahlen zu kämpfen, wohl auch, weil man glaubte, der Mac App Store sei genauso wichtig wie im iOS-Markt.